# Mohamed Kader

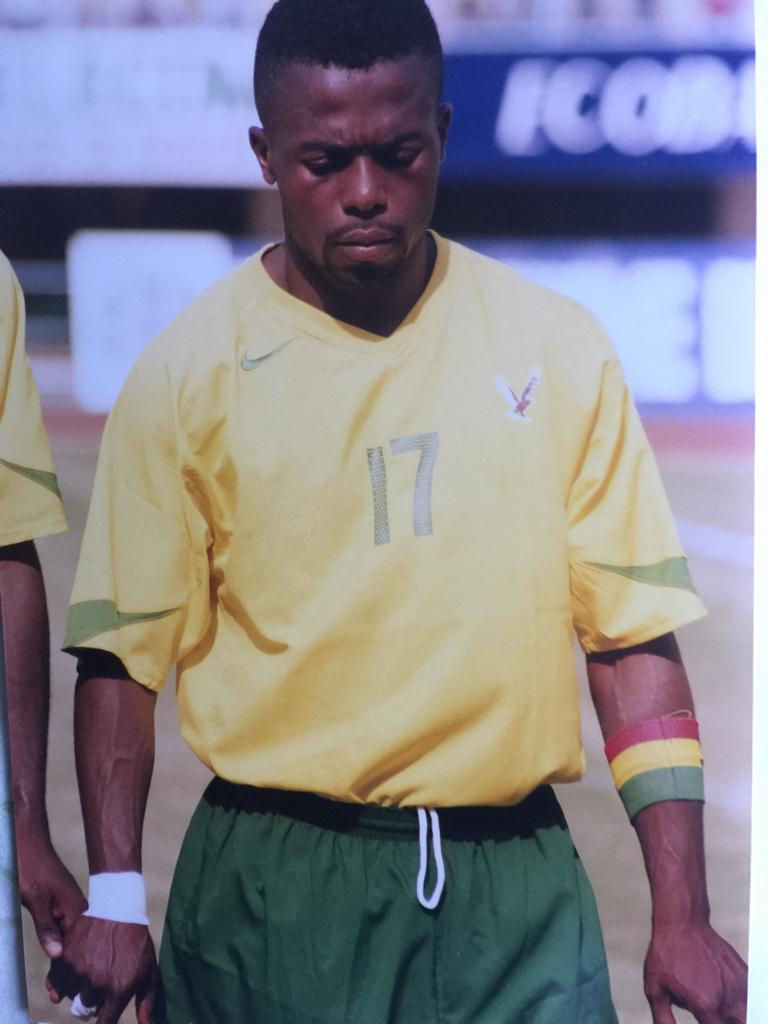
Mohamed Kader Touré con Togo.

Mohamed Abdel-Kader Coubadja-Touré (Sokode, Togo, 8 de abril de 1979) es un exfutbolista togolés y francés, se desempeñaba como delantero y su último equipo fue el Sochaux B de Francia. Fue integrante de la selección togolesa entre 1995 y 2009. Fue el autor del primer (y hasta la fecha, el único) gol de Togo en una Copa del Mundo: ocurrió el 13 de junio de 2006 ante Corea del Sur, en un partido correspondiente al Grupo G del Mundial de Alemania, donde Togo cayó por 2-1

## Selección nacional

### Participaciones en Copas del Mundo
| Mundial                     | Sede     | Resultado    | Partidos | Goles |
| --------------------------- | -------- | ------------ | -------- | ----- |
| Copa Mundial de Fútbol 2006 | Alemania | Primera fase | 3        | 1     |

### Participaciones en Copas Africanas
| Copa                           | Sede            | Resultado    | Partidos | Goles |
| ------------------------------ | --------------- | ------------ | -------- | ----- |
| Copa Africana de Naciones 1998 | Burkina Faso    | Primera fase | 3        | 1     |
| Copa Africana de Naciones 2000 | Ghana y Nigeria | Primera fase | 3        | 0     |
| Copa Africana de Naciones 2002 | Mali            | Primera fase | 3        | 0     |
| Copa Africana de Naciones 2006 | Egipto          | Primera fase | 3        | 1     |

## Clubes
| Club           | País    | Años        |
| -------------- | ------- | ----------- |
| Étoile Filante | Togo    | 1995 - 1997 |
| CA Bizerta     | Túnez   | 1997 - 1998 |
| Parma FC       | Italia  | 1998 - 1999 |
| AC Lugano      | Suiza   | 1999 - 2000 |
| Al-Ahli        | EAU     | 2000 - 2001 |
| Vicenza        | Italia  | 2001 - 2002 |
| Servette FC    | Suiza   | 2002 - 2004 |
| FC Sochaux     | Francia | 2005        |
| EA Guingamp    | Francia | 2006        |
| Al Jazira Club | EAU     | 2007        |
| EA Guingamp    | Francia | 2007 - 2008 |
| Al-Dhafra      | EAU     | 2009        |
| Ajman Club     | EAU     | 2010 - 2011 |
| Sochaux B      | Francia | 2012 - 2014 |

- Datos: Q353258
- Multimedia: Mohamed Kader / Q353258